# Khurja
Khurja är en stad i delstaten Uttar Pradesh i Indien, och tillhör distriktet Bulandshahr. Folkmängden uppgick till 111 062 invånare vid folkräkningen 2011, med förorter 142 590 invånare.